# Sportski bicikl
Sportski bicikl je vrsta bicikla koji se upotrebljava u nekom od biciklističkih sportova. Gotovo svaka biciklistička disciplina koristi specifičnu izvedbu bicikla najbolje prilagođenu zahtjevima konkretne discipline. Zajedničke karakteristike svih sportskih bicikala jesu:
- izvedba bicikla s ciljem postizanja što manje težine
- potpuna odsutnost bilo kojeg nepotrebnoga dijela koji bi povećao težinu bicikla a nema konkretnu svrhu za tu sportsku disciplinu, kao što su svjetla, zvonce, blatobrani, košara za teret i sl.
- primjena najsuvremenijih materijala prilikom izrade radi postizanje optimalne čvrstoće, minimalne težine i drugih karakteristika

### Cestovni natjecateljski bicikl
Ova izvedba bicikla najčešće se poistovjećuje sa sportskim biciklom, jer su natjecanja u cestovnom biciklizmu najstarija i najraširenija. Osnovna karakteristika po kojoj se ovi bicikli prepoznaju jest zakrivljeni oblik upravljača koji omogućava pognuti aerodinamični položaj biciklista u vožnji. Cestovni bicikl tipično ima mjenjač u izvedbi sa zupčanicima različite veličine na stražnjoj osovini, te dva zupčanika različite veličine na prednjom pogonu, na osovini pedala. Najčešće se radi o 9-10 (duljina prijenosa ovisi o kategoriji koje propisuje UCI) zupčanika na stražnjoj osovini, te dva na prednjoj (najčešće 39-50,51,52,53 zuba), što u različitim kombinacijama položaja lanca daje teoretski 18-20 različitih omjera prenosa snage. U praksi biciklist upotrebljava 10-12 različitih položaja, koji se nazivaju brzinama.
Bicikl za pistu
Posebna izvedba se upotrebljava u natjecanjima biciklizma na pisti. Ta je izvedba bez mjenjača, sa samo jednom brzinom, te često bez kugličnog ležaja u stražnjoj osovini što znači da je konatkt pedala i prijenosa stalan (nema vožnje bez okretanja pedala). Ovi su bicikli ujedno i najbrži od svih standardnih sportskih bicikala, jer su najlakši i voze se na najravnijoj stazi.

### Brdski bicikl
Bicikl za natjecanja u brdskom biciklizmu je posebno čvrste konstrukcije otporne na udare koji nastaju prilikom vožnje na neravnom terenu. Ovi su bicikli u pravilu opremljeni i s prednjim i/ili stražnjim amortizerima koji amortiziraju udarce. Upravljač je ravan te je položaj biciklista uspravniji nego li kod cestovne izvedbe. Gume su nešto šire i dubljeg profila koji bolje prianja uz prirodni teren (zemlja, blato, šljunak,...). Zbog širine i većeg otpora guma ovi su bicikli u usporedbi s cestvnim biciklima na ravnoj cesti nešto sporiji, ali su zato daleko stabilniji na neravnim terenima.

### BMX
Iako se ova vrsta bicikla često upotrebljava i za rekreaciju i zabavu, postoje i natjecanja na BMX biciklima pa se mogu svrstati i u sportske bicikle. Ti bicikli su manjih kotača i jedonstavne konstrukcije, te bez mjenjača brzina. Karakteristični su i produžetci osovina kotača na koje vozač može stati prilikom izvođenja različitih figura.

### Ostale inačice sportskih bicikala
Postoji još čitav niz specifičnih izvedbi koji se od osnovnih verzija razlikuju po detaljima. Tako poznajemo:
- Bicikl za brdske etape cestovnih utrka, kojima je glavna karatkeristika odgovarajući omjer brzina (veličina prednjih i zadnjih zupčanika i omjera prijenosa) pogodnih za sporu vožnju uzbrdo
- Bicikli za utrke na kronometar u cestovnim utrkama, koji su posebna izvedba za veće brzine (slično biciklima za pistu)
- Tandem bicikl za dva natjecatelja na pisti
- Bicikl za triatlon koji ima specifičan oblik upravljača koji omogućava što lagodniji položaj ruku u vožnji s naslonjenim podlakticama na upravljač